# ادبیات غنایی
ادبیات غنایی «غِنا» در لغت به معنای آوازِ خوش، سرود و نغمه است و در اصطلاحات به نثر یا شعری گفته می‌شود که بیان‌گر عواطف و احساسات شخصیِ شاعر یا نویسنده است.
یکی از زمینه‌های مهم شعر غنایی، بُعد اجتماعیِ آن است؛ برای مثال، مناجات سنایی، حبسیهٔ مسعود سعد سلمان و غزل حافظ و طنز عبید زاکانی و مرثیهٔ ملک‌الشعراء بهار، دارای پیام مهم اجتماعی هستند.
در ادبیات فارسی چندین منظومهٔ غناییِ درخشان وجود دارد؛ مانند ویس و رامین، خسرو و شیرین و لیلی و مجنون. موضوع اصلی این منظومه‌های داستانی، بیان حالات و احساسات مربوط به «وصال» و «فراق» است.

ادبیات عرفانی ایران نیز در حوزهٔ ادبیات غنایی جای دارد. در این عرصه نیز آثار بزرگی چون کشف‌الاسرار و عدةالابرار، اسرارالتوحید، مرصادالعباد، مثنوی معنوی و به نظم و نثر آفریده شده‌اند.
یکی از انواع چهارگانهٔ ادبی، شعر غنایی است که در واقع آینهٔ عواطف و احساسات و آلام یا لذات شاعر است. به عبارتی، لذت‌ها، شادی‌ها، دنیای آرمانی، یأس‌ها و ناامیدی‌ها، تمام اندیشه‌هایی است که فحوای شعر غنایی را تشکیل می‌دهد. این نوع ادبی، از ژانرهای ادبیِ پرطرفدار در ادبیات فارسی است؛ به گونه‌ای که شاید بتوان گفت هیچ شاخه‌ای از اشعار روایی و آثار ادبی، جذاب‌تر و پرکشش‌تر از قصه‌های عشقی نیست و همهٔ انواع ادبی، از مدح و تغزل گرفته تا پند و اندرز، وصف، مرثیه، ساقی‌نامه و غیره، در این نوع ادبی گرد آمده‌است. رواج قصه‌های عاشقانه در ادب فارسی تا آنجا بود که منظومه‌های بزمی و عاشقانهٔ فراوانی به واسطهٔ شعرای زبان فارسی سروده شد.
شعر غنایی در سه دسته قالب کوتاه (رباعی و دوبیتی)، متوسط (غزل و قطعه) و بلند (مثنوی و قصیده) جلوه می‌کند. قالب بلند مثنوی، بیشتر برای سرودن داستان‌های بلند عاشقانه به‌کار می‌رود که به آنها منظومه می گویند. این داستان ها را برای سال ها به اشتباه ادب غنایی دسته بندی کرده اند در صورتی که بهتر است طبق تعریف شعر غنایی، آنها را روایت بلند با وجه غنایی بدانیم، زیرا مستقیماً درباره احساسات درونی خود شاعر چیزی به ما نمی گویند.
در عصر سلجوقیان با ترجمهٔ منظومهٔ مشهور ویس و رامین (۴۴۶ ه‍.ق) از متن پهلوی آن به فارسی دری نظم داستان‌هایی با وجه غنایی مورد توجه قرار گرفت. این منظومهٔ کهن ایرانی، سرمشق شاعر بلندآوازهٔ عرصهٔ داستان‌سرایی، یعنی نظامی گنجوی قرار گرفت. قرن ششم از نظر به نظم درآمدن داستان‌های یا وجه غنایی، با وجود نظامی گنجوی بیش از پیش درخشید. او توانست با کمک گرفتن از تجربهٔ ادبی دو شاعر بزرگ و منظومه‌پرداز پیش از خود، یعنی فردوسی و فخرالدین اسعد گرگانی، منظومه‌های مخزن‌الاسرار، خسرو و شیرین، لیلی و مجنون، هفت پیکر و اسکندرنامه را که بر روی هم «پنج گنج» خمسهٔ نظامی را تشکیل می‌دادند، بیافریند. آثار وی از چنان محبوبیتی برخوردار شد که، شاعران توانمندی چون امیرخسرو دهلوی، خواجوی کرمانی و عبدالرحمان جامی به تتبع آثار وی پرداختند. «در سده‌های هفتم و هشتم هجری، با رویکرد گسترده شاعران به غزل‌سرایی، شعر غنایی ایران بیش از پیش در قالب غزل چهره می‌نمود و مرکزیت قالب غزل در شعر غنایی فارسی تا پیش از گسترش شعر نو نیز ادامه داشت… شعرهای غنایی قرن نهم نیز ادامهٔ همان شعرهای دو قرن پیش‌تر بود؛ اما با ظهور صفویان و هجرت بسیاری از شاعران به هند، باریک‌بینی و نازک‌اندیشی و گاه استفاده افراطی از نماد در سبک هندی، شعر غنایی فارسی، اندیشه‌های حکمی و عرفانی بیشتری یافت». (انوشه، ۱۳۸۱، ص ۸۹۴)
این سیر تکوین داستان‌های روایی همچنان تا سده‌های بعد، ادامه یافت و در قرون دهم، یازدهم و دوازدهم ه‍. ق، به اوج روایی خود رسید. تا آنجا که از لحاظ کمی و تعداد منظومه‌ها، در این دوران، بیشترین مثنوی‌های روایی و داستانی به وجود آمد.